# フィールドの生物学
『フィールドの生物学』（フィールドのせいぶつがく）とは、東海大学出版部が発行した、生物についての書き下ろし作品の叢書。

## 刊行一覧
- 熱帯アジア動物記 : フィールド野生動物学入門 松林尚志 著 東海大学出版会  2009(フィールドの生物学 ; 1)
- サイチョウ : 熱帯の森にタネをまく巨鳥 北村俊平 著 東海大学出版会  2009(フィールドの生物学 ; 2)
- モグラ : 見えないものへの探求心 川田伸一郎 著 東海大学出版会  2010(フィールドの生物学 ; 3)
- 虫をとおして森をみる : 熱帯雨林の昆虫の多様性 岸本圭子 著 東海大学出版会  2010(フィールドの生物学 ; 4)
- 共生細菌の世界 : したたかで巧みな宿主操作 成田聡子 著 東海大学出版会  2011(フィールドの生物学 ; 5)
- 右利きのヘビ仮説 : 追うヘビ、逃げるカタツムリの右と左の共進化 細将貴 著 東海大学出版会  2012(フィールドの生物学 = Discoveries in Field Work ; 6)
- テングザル : 河と生きるサル 松田一希 著 東海大学出版会  2012(フィールドの生物学 = Discoveries in Field Work ; 7)
- アリの巣をめぐる冒険 : 未踏の調査地は足下に 丸山宗利 著 東海大学出版会  2012(フィールドの生物学 ; 8)
- 孤独なバッタが群れるとき : サバクトビバッタの相変異と大発生 前野ウルド浩太郎 著 東海大学出版会  2012(フィールドの生物学 ; 9)
- 凹凸形の殻に隠された謎 : 腕足動物の化石探訪 椎野勇太 著 東海大学出版会  2013(フィールドの生物学 ; 10)
- 野生のオランウータンを追いかけて : マレーシアに生きる世界最大の樹上生活者 金森朝子 著 東海大学出版会  2013(フィールドの生物学 ; 11)
- クマが樹に登ると : クマからはじまる森のつながり 小池伸介 著 東海大学出版会  2013(フィールドの生物学 ; 12)
- イマドキの動物ジャコウネコ : 真夜中の調査記 中島啓裕 著 東海大学出版部  2014(フィールドの生物学 ; 13)
- 裏山の奇人 : 野にたゆたう博物学 小松貴 著 東海大学出版部  2014(フィールドの生物学 ; 14)
- クマムシ研究日誌 : 地上最強生物に恋して 堀川大樹 著 東海大学出版部  2015(フィールドの生物学 ; 15)
- 琉球列島のススメ : 身近な魚の自然史研究 佐藤寛之 著 東海大学出版部  2015(フィールドの生物学 ; 16)
- クモを利用する策士、クモヒメバチ : 身近で起こる本当のエイリアンとプレデターの闘い 髙須賀圭三 著 東海大学出版部  2015(フィールドの生物学 ; 17)
- 湿地帯中毒 : 身近な魚の自然史研究 中島淳 著 東海大学出版部  2015(フィールドの生物学 ; 18)
- 雪と氷の世界を旅して : 氷河の微生物から環境変動を探る 植竹淳 著 東海大学出版部  2016(フィールドの生物学 ; 19)
- 深海生物テヅルモヅルの謎を追え! : 系統分類から進化を探る 岡西政典 著 東海大学出版部  2016(フィールドの生物学 ; 20)
- 植物をたくみに操る虫たち : 虫こぶ形成昆虫の魅力 徳田誠 著 東海大学出版部  2016(フィールドの生物学 ; 21)
- 竜宮城は二つあった : ウミガメの回遊行動と生活史の多型 畑瀬英男 著 東海大学出版部  2016(フィールドの生物学 ; 22)
- 「幻の鳥」オオトラツグミはキョローンと鳴く 水田拓 著 東海大学出版部  2016(フィールドの生物学 ; 23)
- ミツバチの世界へ旅する 原野健一 著 東海大学出版部  2017(フィールドの生物学 ; 24)